# Mahikeng

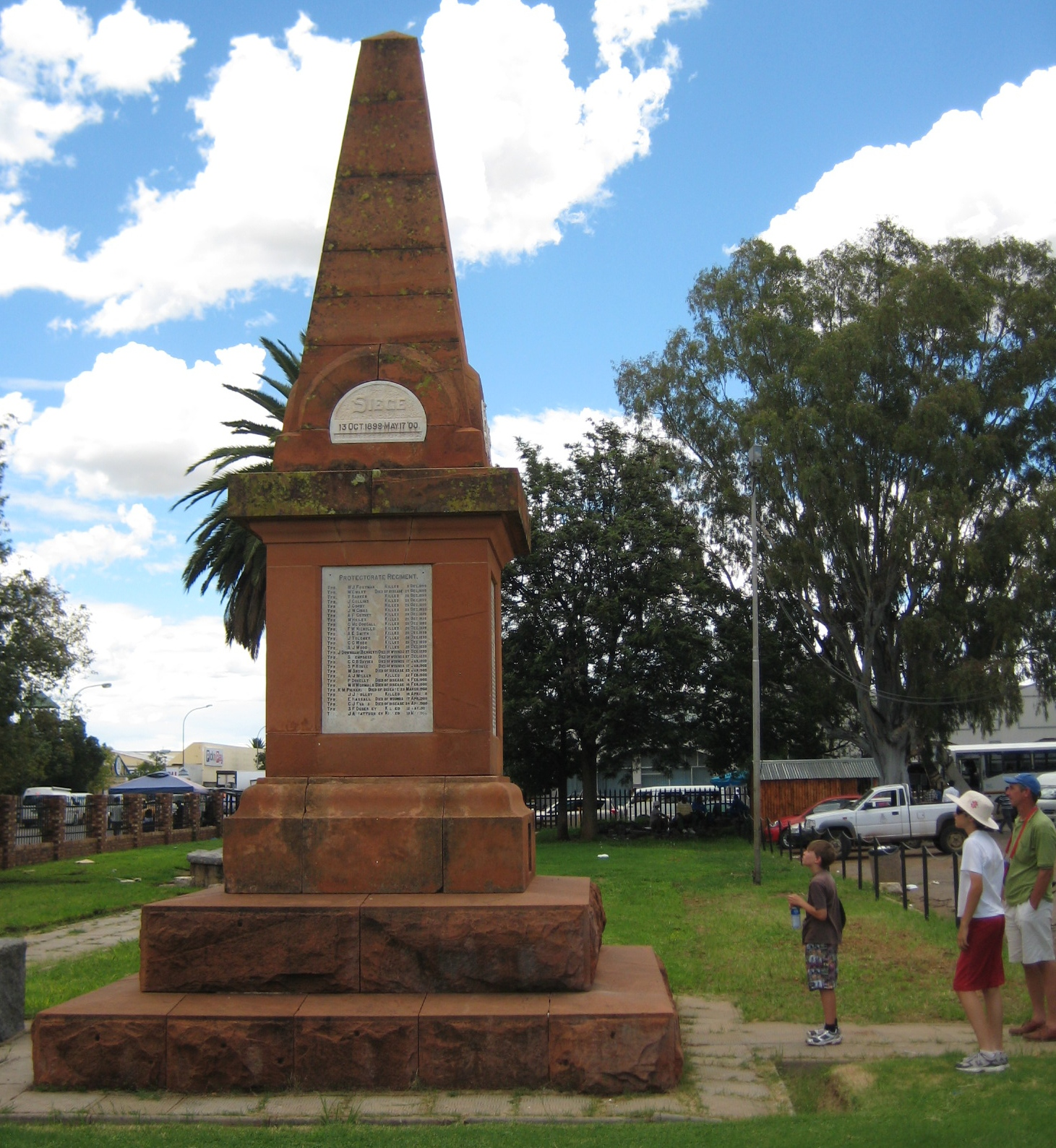
Obelisk upamiętniający oblężenie Mafekingu

Mahikeng (dawniej: Mafeking, Mafikeng) – miasto w Republice Południowej Afryki, stolica Prowincji Północno-Zachodniej.
Miasto położone jest 1400 km na północ od Kapsztadu i 790 km na południowy wschód od Bulawayo. Od Johannesburga dzieli je odległość 290 km. W 2008 roku populacja Mahikeng wynosiła 74 000 mieszkańców. W odległości ok. 25 km znajduje się granica z Botswaną. Niedaleko miasta znajduje się pole złotonośne Madibi goldfields około 15 km na południe. W mieście rozwinął się przemysł spożywczy oraz materiałów budowlanych. Znajduje się tu również port lotniczy.
Miasto jest siedzibą administracyjną gminy Mahikeng.

## Historia
Miasto zostało założone w 1880, w miejscu zwanym Barolong siedziby przywódców ludu Beczuana. Miasto założyli brytyjscy osadnicy na terenach zakupionych od tubylców. Miano Mafikeng, w języku tubylczym ludu Tswana, znaczy „pole kamieni” lub „skalne pole”. Nazwa utrwaliła się ostatecznie jako Mafeking.
W czasie II wojny burskiej w 1899 miasto było oblegane. Nazwą bitwy pod Mafeking określa się obronę miasta w okresie od października 1899 do maja 1900, pod dowództwem Roberta Baden-Powella. We wrześniu 1904 odsłonięto obelisk ku czci obrony miasta.
Mafeking było siedzibą władz, pełniąc rolę stolicy brytyjskiego protektoratu Beczuana od 1894 do 1965 roku. Był to niespotykany nigdzie indziej w świecie przypadek, że stolica państwa (Beczuany) znajdowała się na terytorium innego państwa (Związku Południowej Afryki, potem RPA). W 1965 roku stolicę terytorium przeniesiono do nowo wybudowanego miasta Gaborone; rok później Beczuana stała się suwerennym państwem, które przyjęło nazwę Botswana.